# Thomas Kiessling
Thomas Kiessling (* 19. Juli 1962 in Trier) ist ein deutscher Konzertsänger.
Er wurde schon früh von seinem Großvater, der Dirigent war, musikalisch geprägt. Sein Vater, ein Organist, unterstützte ihn in seinem Vorhaben Sänger zu werden. Bereits im Alter von sechs Jahren trat Thomas Kiessling im Kinderchor des Trierer Theaters auf.
Thomas Kiessling studierte von 1983 bis 1989 an der Hochschule für Musik und Darstellende Kunst Frankfurt am Main und unterrichtete dort in den Jahren 1986 bis 1989 in den Fächern Gesang, Ballett und Körperbildung. Von 1998 bis 2003 war Kiessling Mitglied des Gesangstrios Die Jungen Tenöre.
Konzerte und Gastspiele u. a. in New York (Carnegie Hall), Wien (Staatsoper), Salzburg (Festspielhaus) und Bregenz (Seebühne) sind Bestandteile seiner bisherigen Karriere. Zu seinem Repertoire gehören Werke wie Rigoletto, Tosca, La Bohème, Zauberflöte, Turandot, Die Entführung aus dem Serail und viele Oratorien, Konzertliteratur und Lieder.
Thomas Kiessling wirkte in verschiedenen Funk- und Fernsehproduktionen mit. Die Deutsche Grammophon produzierte mit ihm u. a. Die Entführung aus dem Serail und La Bohème.
Sein älterer Bruder, der in Berlin lebende Michael Kiessling († 2019), war ebenfalls musikalisch tätig. Er war Sänger der Progressive-Rock-Band Neuschwanstein, der Ensembles Bukowski Waits For You und Neues Glas aus alten Scherben.

## Auszeichnungen
- 2018: Franz-Weißebach-Preis

## Diskografie
- Goldene Operette
- Weinreise
- Thomas Kiessling vs Frank Sinatra
- Emotionen (2005)
- Dichterliebe (2006)
- Weihnachtsträume (2006)
- Celebration (2009)
- Benefiz: „Meine Hilfe zählt“ zusammen mit Leiendecker Bloas (2011)